# جوزيه غامبز
جوزيه غامبز (بالإنجليزية: Jose Gumbs)‏ هو لاعب كرة قدم أمريكية أمريكي، ولد في 20 أبريل 1988 في كوينز في الولايات المتحدة.

## وصلات خارجية
- جوزيه غامبز على موقع مرجع كرة القدم المحترفة.كوم (الإنجليزية)